# Mozek

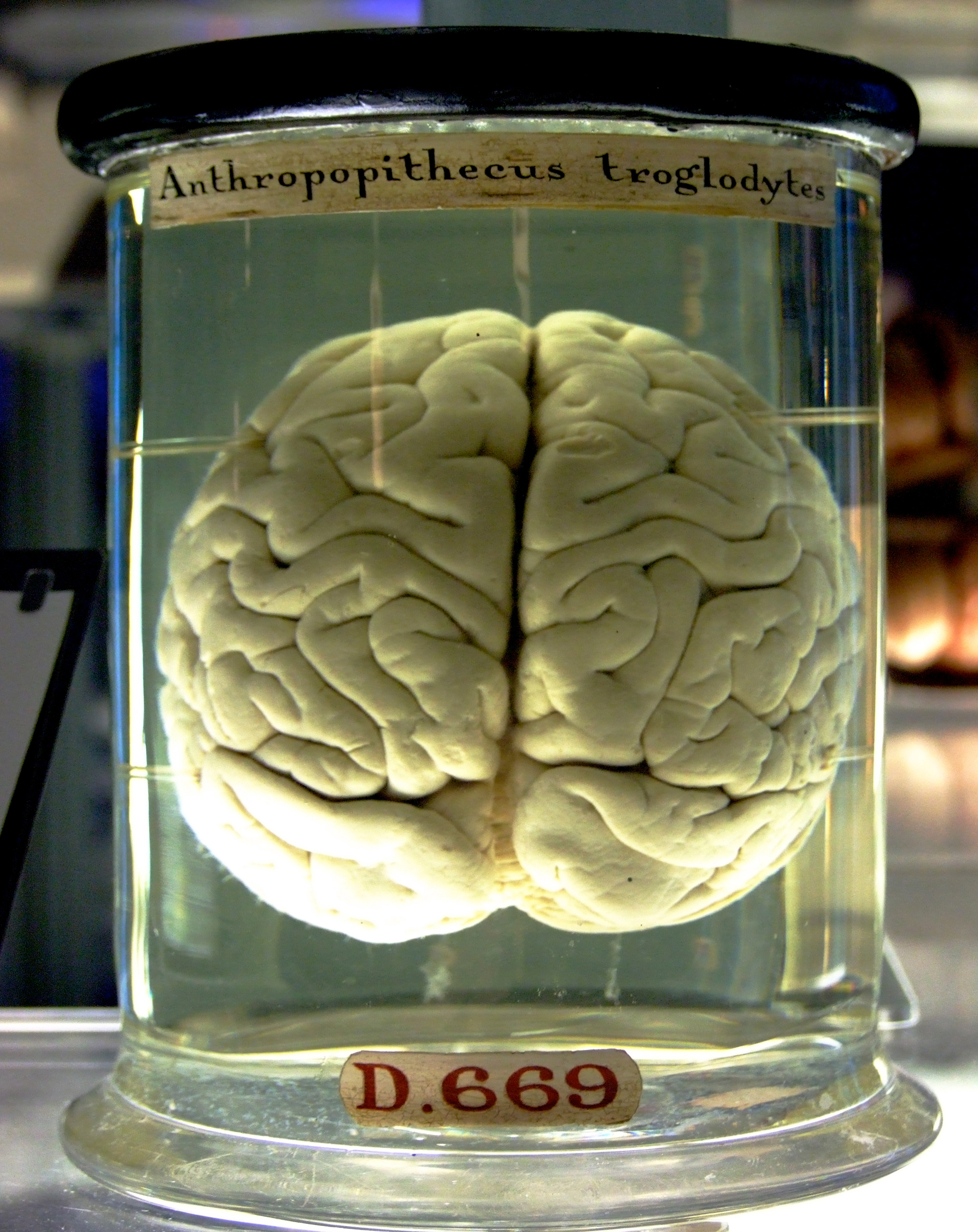
Mozek šimpanze: u lidoopů došlo k velkému rozvoji koncového mozku

Mozek (latinsky cerebrum, řecky encephalon) je orgán, který slouží jako organizační a řídící centrum nervové soustavy obratlovců. V omezeném měřítku se termín „mozek“ používá i pro ostatní strunatce (bezlebeční, pláštěnci), hlavonožce nebo dokonce některé další bezobratlé. Obvykle se však u bezobratlých vyskytuje pouze jistý mozkový ganglion (zauzlina). Mozek obratlovců vzniká z přední části neurální ploténky a během zárodečného vývoje se postupně objevují různé oddíly, které často plní poměrně odlišné funkce, ale spolupracují a tvoří dohromady hlavní orgán centrální nervové soustavy. K hlavním částem mozku patří prodloužená mícha, mozeček, střední mozek, mezimozek a tzv. koncový mozek.
Mozek je z buněčného hlediska složen především z nervových a gliových buněk. Místa s nahromaděnými těly neuronů představují tzv. šedou hmotu, místa bohatá na nervová vlákna jsou známa pod názvem bílá hmota. Zatímco nervové buňky jsou schopné aktivní nervové činnosti spojené se vznikem a přenosem nervových impulsů, nepostradatelné jsou i gliové buňky, které vyživují, chrání a jinak podporují nervovou tkáň.
Všechny mozky obratlovců jsou vzájemně homologické a vyvinuly se z mozku předka obratlovců. Přesto vykazují značné odlišnosti – každý obratlovec má na svůj nervový systém jiné požadavky v souvislosti se svým způsobem života. Například u savců se bouřlivě rozvíjí koncový mozek (obě jeho hemisféry překrývají skoro všechny ostatní části mozku a navíc je zvrásněn), ale rozsáhlý je také mozeček. Mozek představuje pouhá dvě procenta naší tělesné hmotnosti, ale vejde se do něj asi 86 miliard neuronů obklopených 180 tisíci kilometry izolovaných vláken.

## Evoluční původ
Je zřejmé, že obratlovci sdílí s ostatními strunatci důležitou evoluční novinku – neurální ploténku, z níž vzniká neurální trubice. Jen u obratlovců ale z přední části neurální ploténky (díky obrovskému nárůstu nervové hmoty) vzniká mozek. Hlavní regulační geny ovládající vývoj mozku jsou nicméně do jisté míry přítomné už u pláštěnců a kopinatců: v přední části trubice jsou aktivní geny Otx, zatímco ve zbytku se angažují známé Hox geny. U obratlovců se Otx geny vyskytují v předním mozku a středním mozku, zatímco Hox geny kontrolují většinu zadního mozku (ale i míchu). Mezi nimi se navíc nachází Pax oblast, která řídí zejména vývoj mozečku.

## Embryonální vývoj

Schéma embryonální stavby mozku obratlovců

Mozek se celý vyvíjí z embryonálního neuroektodermu, tedy z tzv. nervové trubice. Důležitým místem pro orientaci ve vývoji mozku je přední konec struny hřbetní. To, co je před tímto koncem, se označuje v raných stádiích vývoje mozku jako archencephalon, zbytek je vlastně nad chordou a označuje se deuteroencephalon. Mezi oběma částmi mozku je hluboká rýha. Následně z přední části vzniká prosencephalon (přední mozek), zatímco ze zadní části se vyvíjí mesencephalon (střední mozek) a rhombencephalon (zadní mozek), který se následně člení na myelencephalon (prodloužená mícha) a metencephalon (tedy hlavně mozeček a u savců i Varolův most).
Části mozku, které se rozvíjejí za chordou (tedy deuteroencephalon), se označují jako medulární a představují evolučně nejstarší části mozku vůbec. Byly vyvinuty již u předků obratlovců a do jisté míry se zachovaly u současných bezlebečných. Patří k nim střední mozek, zadní mozek (a jeho součást – prodloužená mícha). Naopak části, které vznikají na předním konci těla (od konce chordy výše), jsou tzv. premedulární. Vyvinuly se až u obratlovců a zahrnují mezimozek (diencephalon) a koncový mozek (telencephalon). Druhá zmíněná část se u mnoha obratlovců rozvíjí a dává vzniknout hemisférám.

## Stavba

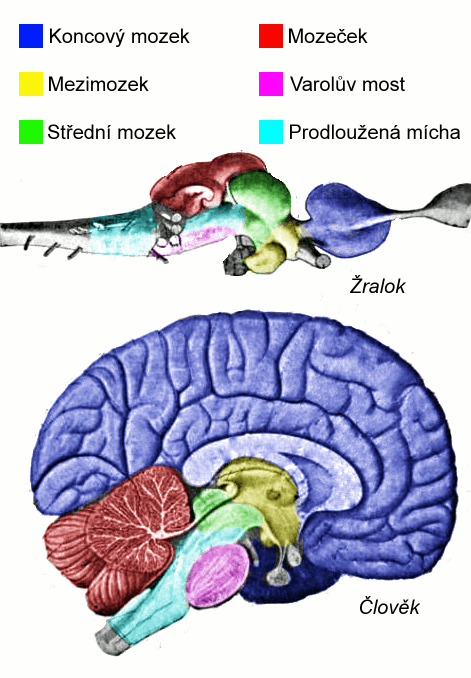
Mozek obratlovců: nahoře je mozek žraloka, dole lidský mozek. Ač oba vypadají odlišně, sdílí spolu řadu společných struktur

| Koncový mozek Mezimozek Střední mozek | Mozeček Varolův most Prodloužená mícha |

### Makroskopická
Anatomický popis oddílů mozku se v některých rysech shoduje s embryologickým a fetálním stádiem, ale v lecčem se odlišuje. U dospělých obratlovců je možné mozek rozdělit na pět částí:
- Telencephalon (koncový mozek) – u raných obratlovců zahrnuje zejména čichové centrum (čichový mozek) a není ještě příliš členěn. Přesto jsou však patrné dvě hemisféry. Již u obojživelníků se ale vyskytují uvnitř koncového mozku bazální ganglia (u savců corpus striatum a další jádra šedé hmoty). Zatímco zbytek šedé hmoty má tendenci se vynořovat na povrch, bazální ganglia naopak klesají dovnitř. U některých plazů a hlavně u savců se na povrchu koncového mozku vytváří tzv. šedá kůra (neokortex). U savců přejímá tato kůra řadu funkcí od jiných částí mozku.
- Diencephalon (mezimozek) – je tvořen celou řadou funkčních celků. Část mezimozku se během zárodečného vývoje stává zadní částí očí (včetně sítnice) a dává vzniknout i některým očním centrům. Důležitá mozková jádra obsahuje thalamus (zejména u vyšších obratlovců), střecha mezimozku je tvořena cévní pletení plexus chorioideus (která obnovuje mozkomíšní mok), součástí mezimozku je hypothalamus a vychlipuje se z něj také neuroepifýza sloužící jako světločivný orgán (u některých obratlovců tvoří tzv. „třetí oko“). Hypothalamus obsahuje čichová centra a u vyšších obratlovců také centrum termoregulace. Výchlipkou mezimozku je i zadní část hypofýzy (neurohypofýza). Druhá část hypofýzy (adenohypofýza) má zcela odlišný původ[Pozn 2] a jedná se o endokrinní žlázu.
- Mesencephalon (střední mozek) – v zadní části je zesílená stěna, kde se nachází tzv. tectum s významnými zrakovými a sluchovými centry, které ale vyhodnocují i třeba informace z postranní čáry. U mnohých obratlovců tectum víceméně řídí veškerou pohybovou aktivitu. U savců tectum zakrňuje a mění se na čtverohrbolí. Po stranách středního mozku obratlovců se nachází tegmentum, odkud vedou motorické dráhy do míchy i vlákna do dalších míst CNS.
- Metencephalon – zahrnuje u většiny obratlovců vydutý útvar zvaný mozeček (cerebellum), který zodpovídá za udržování rovnováhy. U některých primitivních obratlovců má nepatrné rozměry, zatímco u ostatních je to výrazný váček vystupující ze zadního mozku. V tom případě tvoří hemisférovité uspořádání na první pohled podobné koncovému mozku. Kolem vlastního těla mozečku (corpus cerebelli) jsou ještě vyvinuty evolučně prastaré struktury, tzv. ouška (floculli). Mimo mozeček u savců vzniká ještě tzv. Varolův most, místo křížení vláken spojujících mozeček s ostatními částmi mozku.
- Myelencephalon (prodloužená mícha) – funkčně se řadí k mozku, ale morfologicky tvoří spíše přechodnou část mezi mozkem a míchou. Jedná se o evolučně nejstarší oddíl mozku. Přesto sem přichází řada drah ze zadního a středního mozku.

„Mozkový kmen“ je společné označení pro střední mozek a prodlouženou míchu, resp. u savců Varolův most. Jsou zde uložena centra základních nepodmíněných reflexů.
Uvnitř mozku se vyskytuje řada dutin, tzv. mozkových komor. Jedná se o připomínku evolučního původu mozku – komory totiž nejsou nic jiného než zbytnělé pozůstatky neurální trubice. U většiny obratlovců se vyvíjí jedna mozková komora v každé z hemisfér koncového mozku. Jsou propojeny s třetí mozkovou komorou, která vzniká v mezimozku. Čtvrtá mozková komora se vyvíjí v prodloužené míše a je s třetí komorou propojena tzv. Sylviovým kanálkem a opačnou stranou vyúsťuje do míšního kanálku. Na některých místech na stěně mozkových komor vzniká tzv. mozkomíšní mok, jenž nadnáší mozek a chrání ho před poškozením. Mok obíhá všemi mozkovými komorami i prostorem pod mozkovou blanou a nakonec ústí do krevních cév.
Záhyby se tvoří při růstu a to převážně jen u jistých druhů (primáti, delfíni atp.).

### Mikroskopická

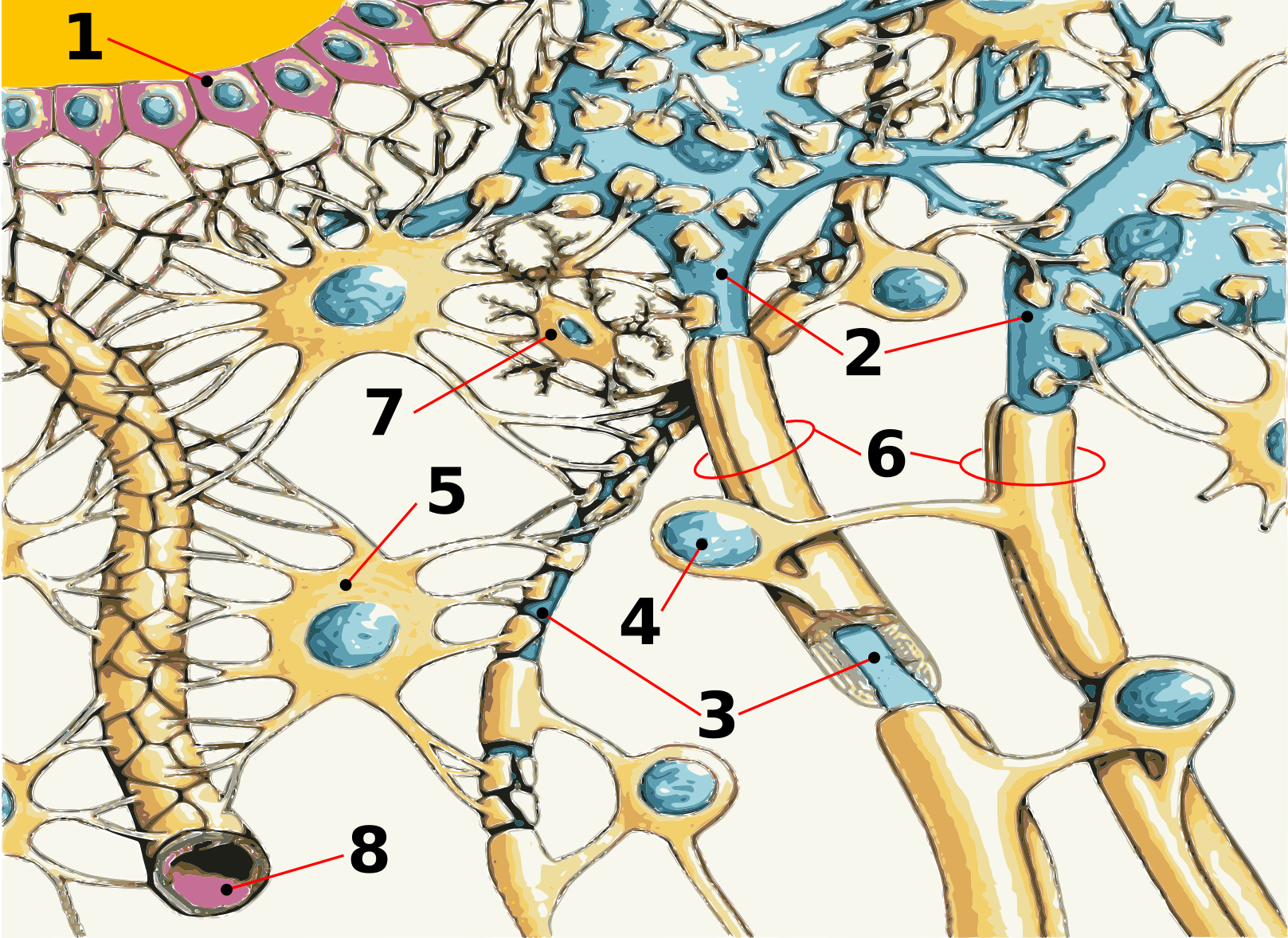
Nervová tkáň v mozku: 1) ependym, 2) neuron, 3) axon, 4) Schwannova buňka, 5) astrocyt, 6) myelinový obal, 7) mikroglie, 8) krevní vlásečnice

Podobně jako v míše, i v mozku anatomicky existují dva druhy mozkové tkáně. V povrchových strukturách tzv. šedá hmota tvořená těly neuronů vytváří kůru a navíc také různá jádra šedé hmoty uvnitř. Bílá hmota je oproti tomu tvořena nervovými vlákny, které se sdružují v různé nervové dráhy.

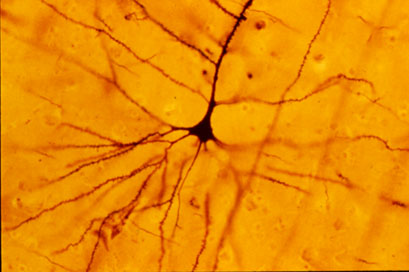
Lidský pyramidální neuron v mozkové kůře

Na mikroskopické úrovni je možné rozlišit dva základní typy buněk, které se spolupodílí na stavbě mozku. Jsou to neurony (nervové buňky) a gliové buňky. Druhé jmenované mají podpůrnou funkci, ale běžně se udává, že mnohonásobně převyšují počet neuronů (např. u člověka údajně 10–50×). Platí, že větší zastoupení gliových buněk je u živočichů s velkým tělem. Mozek obratlovců obsahuje hned několik typů gliových buněk. Různé gliové buňky plní odlišné funkce a řadí se k nim např. oligodendrocyty, astrocyty, mikroglie, ependymální buňky, případně další typy buněk. Nervové buňky je mnohem těžší klasifikovat. Některé neurony mají svá těla v mozku, zatímco axony vysílají eferentně (odstředivě) do periferie). Jiné neurony (a těch je převážná většina) jsou celé v mozku. Některé z nich mají velmi krátké a brzy se větvící axony (tzv. Golgi II neurony), jiné mají axon dlouhý (Golgi I typ neuronů). Dospělý mozek je do jisté míry schopen obnovovat tkáň z populace kmenových buněk.
Důležitou složkou mozku jsou i cévy a vlásečnice. Stěna vlásečnic je u paryb tvořena výběžky gliových buněk. U jiných obratlovců, např. u savců, tvoří stěnu vlásečnic endotelové buňky, tedy podobně jako v jiných částech těla. Gliové buňky se díky tomu mohly specializovat na odlišné funkce, nicméně část zůstává v kontaktu se stěnami vlásečnic doposud. Endotelové buňky v mozku vykazují výrazné odlišnosti od endotelových buněk v jiných částech těla. Vytváří velké množství těsných spojů (díky nimž jsou téměř nepropustné) a všechny látky jsou přes stěnu cév vyměňovány regulovaně, pomocí specifických transportérů. Díky této unikátní struktuře se mezi vnitřním prostředím mozku a okolními tkáněmi udržuje tzv. hematoencefalická bariéra.

## Srovnávací anatomie

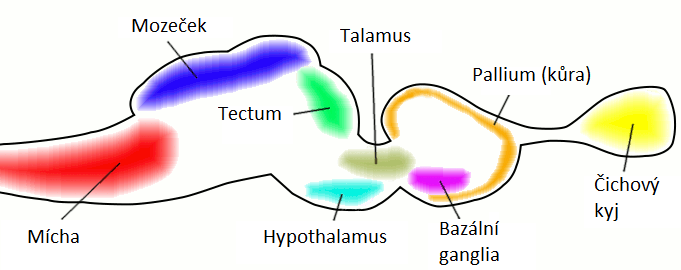
Schéma mozku obratlovců s vyznačenými důležitými centry

Všechny mozky obratlovců jsou si vzájemně homologické a vyvinuly se z mozku předka obratlovců. Přesto vykazují značné odlišnosti – každý obratlovec má na svůj nervový systém jiné požadavky v souvislosti se svým způsobem života.

### Mozek kruhoústých
Kruhoústí, tedy mihule a sliznatky, mají jednoduchý drobný mozek, na němž jsou však již patrné všechny hlavní anatomické rysy. Koncový mozek je poměrně dobře vyvinut a má dokonce již i hemisféry. Vyrůstá z něho především čichový kyj (bulbus olfactorius). Pouze u mihulí je vyvinut pineální (epifýza) a parapineální orgán. Oba orgány monitorují světlo. Ve středním mozku je poměrně dobře vyvinuté tectum, ústředí smyslů. Mozeček není příliš výrazný a možná úplně chybí.

### Mozek paryb a ryb

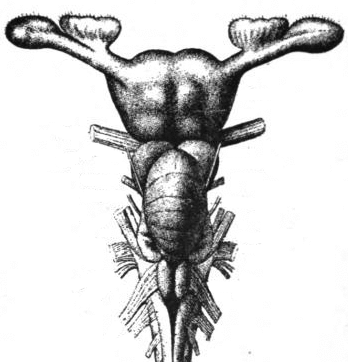
Mozek ostrounovitého žraloka (Squalidae)

U těchto vodních čelistnatců se rovněž koncový mozek skládá především z čichového centra, zatímco hemisféry jsou nepatrné. U většiny ryb je přítomna epifýza (fotoreceptor), u některých i pozůstatek parietálního oka (parapineálního orgánu). Dochází k velkému rozvoji mozečku, který kontroluje držení těla a rovnováhu. Mnohdy mozeček překrývá střední mozek a prodlouženou míchu. Ve středním mozku je u žraloků nápadné zrakové centrum, tectum opticum. Mozek obaluje pouze jedna vnější tenká plena (tzv. ectomeninx).

### Mozek obojživelníků a plazů
Z koncového mozku obojživelníků jsou opět nejnápadnější čichové laloky, ačkoliv jsou vyvinuty i hemisféry. Šedá hmota je z valné většiny uvnitř hemisfér. Pineální a parapineální orgány mohou být přítomny, ačkoliv obvykle dochází k jejich redukci. Na středním mozku se objevují zrakové laloky. Mozeček je malý v souvislosti s menší pohybovou aktivitou obojživelníků. Ještě menší je u těch obojživelníků, kteří postrádají postranní čáru. Mozek je již obalen dvěma mozkovými plenami (tvrdá dura mater a jemnější leptomeninx), což asi souvisí s osídlování souše.
U plazů dochází k obrovskému rozvoji mozkových hemisfér a mozečku. Hemisféry dosahují takových rozměrů, že se vydouvají všemi směry a překrývají jiné části mozku (jako je mezimozek). V náznacích se někdy objevuje neokortex, šedá kůra mozková. Velmi nápadně se vyvíjí hypothalamus a thalamus, oba koordinují především metabolismus. Pokud je tělo vychladlé, hypothalamus dává podnět tělu, aby se vyhřívalo na slunci. Na střední mozku vznikají sluchové laloky. Co se týče mezimozku, u některých ještěrů se vyvíjí parietální oko, zatímco epifýza již slouží hlavně jako endokrinní orgán. Mozeček je poměrně velký, a to zejména u krokodýlů a želv.
Rozšíření páteřního kanálu v křížové oblasti, zjištěné u některých druhohorních dinosaurů –⁠ sauropodů a stegosauridů přivedlo badatele na konci 19. a v první polovině 20. století k mylné domněnce, že tito dinosauři byli vybaveni druhým nervovým centrem právě v této oblasti těla. Sekundární „mozek“ měl pomáhat s ovládáním ocasu a zadních končetin a posilovat zde funkci vzdáleného mozku v lebce. Ve skutečnosti však dinosauři žádný druhý mozek neměli, jedná se patrně jen o rozšíření páteřního kanálu pro umístění glykogenového tělesa –⁠ zásobárny polysacharidu glykogenu, známou například u dnešních ptáků.

### Mozek ptáků
U ptáků (i u příbuzných krokodýlů) dochází k rozvoji hemisfér koncového mozku, které obsahují sluchová a zraková centra. Čichové centrum je sice přítomné, ale velmi redukované (ptáci mají obvykle špatný čich). Velké zrakové centrum je v tectu. Naopak mozeček dosahuje velkých rozměrů v souvislosti s koordinací letu – u nelétavých ptáků je tedy mnohem menší. Mozek je kryt obvykle dvěma plenami, někdy se ale leptomeninx mění na dvě samostatné pleny.

### Mozek savců

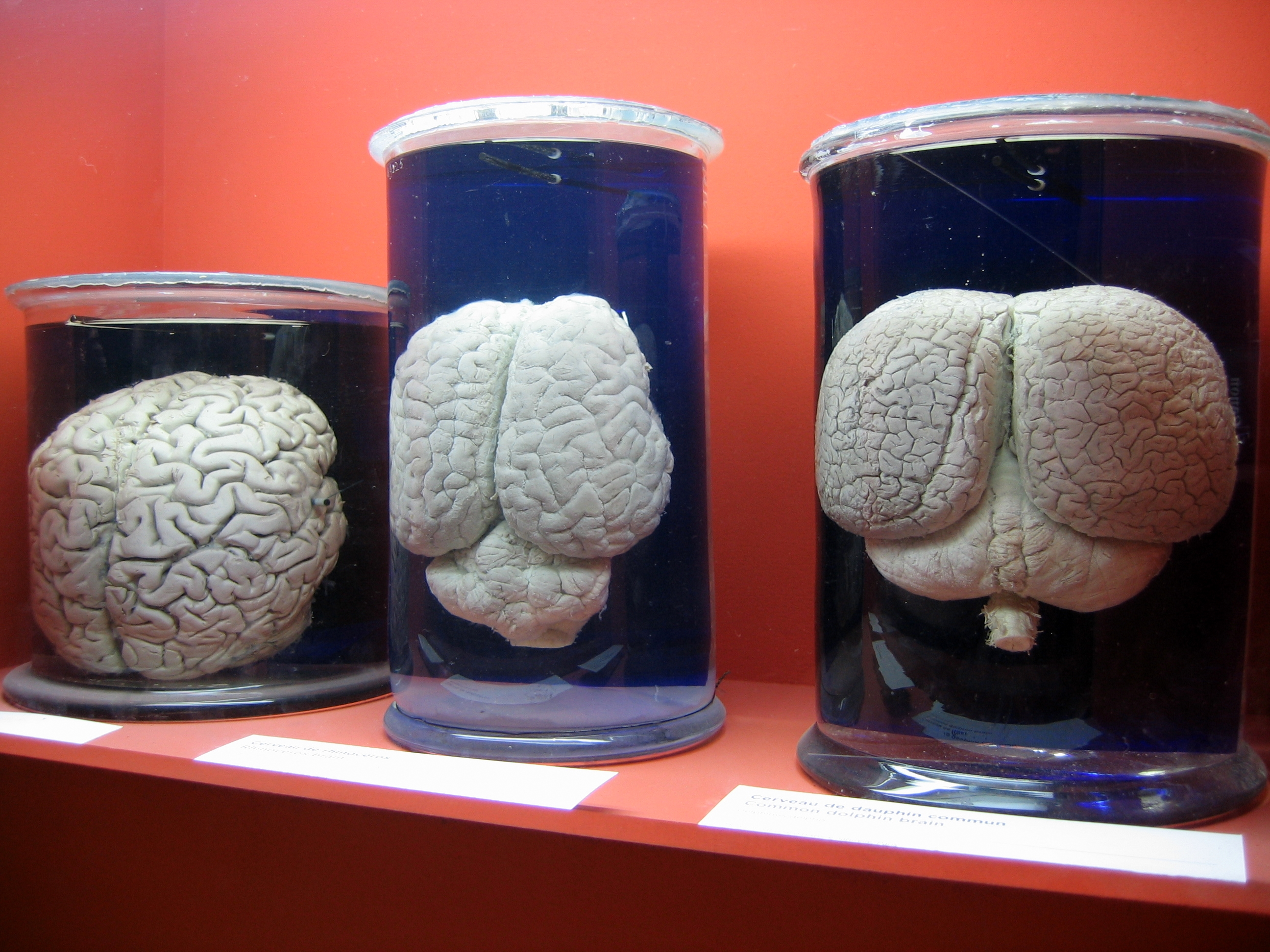
Zleva doprava: lidský mozek, mozek nosorožce a mozek delfína

Poměr velikosti mozku k velikosti těla je u savců zpravidla největší, což znamená, že u těchto obratlovců hraje mozek zásadní roli. Existuje několik hypotéz, které se toto snaží vysvětlit, žádná není jasně preferovaná. Mimo to dochází i k rozvoji nových struktur, které u ostatních obratlovců nejsou známy. Už jen ochranné mozkové pleny prochází změnou – mimo tvrdou mozkovou plenu (dura mater) vznikají dvě další: vnější pavučnice (arachnoidea) a vnitřní omozečnice (pia mater).
Prodloužená mícha umožňuje komunikaci mezi míchou a mozkem, ale také obsahuje důležitá kardiovaskulární a dýchací centra. Na prodlouženou míchu navazuje Varolův most, evoluční novinka savců, který pomáhá s řízením dýchání a dále umožňuje převod nervových signálů do vyšších částí mozku. Převodní funkci má také thalamus (a nikoliv tectum jako u některých jiných obratlovců), zároveň se podílí na vnímání bolesti a libosti. Hypothalamus řídí vegetativní funkce těla (vodní a iontová rovnováha, teplota, sexuální chování) a pracuje i jako endokrinní žláza. Vylučování hormonů zajišťuje i hypofýza a epifýza. Koncový mozek zezadu zcela zakrývá střední mozek a mezimozek a doznává velkých změn. V koncovém mozku se nachází mnohá smyslová centra, ústředí vědomých pohybů, emocí, myšlení i paměti. Většina z nich sídlí ve velkém mozku tvořeném tzv. neokortexem, tedy mozkovou kůrou, která pokrývá koncový mozek a způsobuje výrazné zvětšování hemisfér. Naopak bazální ganglia se zanořují dovnitř hemisfér a vytváří zde tzv. corpus striatum. Komunikaci mezi polokoulemi zajišťuje kalózní těleso. Hipokampus (uvnitř koncového mozku) analyzuje prostorovou informaci a vytváří dlouhodobou paměť. Druhou největší částí savčího mozku (po koncovém mozku) je zřejmě mozeček, který reguluje koordinaci.
Tvorba neuronů (neurogeneze) je u altriciálních mláďat částečně posunuta do období po narození (např. u čichových bulbů).

## Velikost mozku
I z laického hlediska je poměrně patrné, že mozek různých obratlovců má velice rozmanitou velikost. Je také poměrně pochopitelné, že velký mozek mají živočichové s velkým tělem, jelikož i mozek musí zachovávat určité měřítko. Pomocí tzv. alometrických studií však lze vztáhnout objem mozku na velikost těla, což umožňuje zjistit, zda má daný jedinec větší mozek, než by se dalo čekat s ohledem na rozměry těla. Výsledky takových studií ukazují, že v rámci jednotlivých tříd obratlovců můžeme najít jak druhy s velkým mozkem, tak druhy s mozkem relativně malým. Například mnohé paryby (Chondrichthyes) mohou mít mozek „relativně větší“, než třeba obojživelníci (Amphibia) a paprskoploutvé ryby (Actinopterygii), a srovnatelně velké, jako mozek savců (Mammalia) či ptáků (Aves). To samé platí i pro některé paprskoploutvé ryby, jejichž mozek rovněž může být (z hlediska velikosti) zcela srovnatelný s mozkem ostatních tříd obratlovců. V rámci savců mají mírně nadprůměrně velký mozek primáti (Primates), ale ne tolik, jak bychom si mohli myslet. Mnozí lidoopi, jako je šimpanz nebo gorila, které považujeme za velice inteligentní, mají mozek v rámci savců spíše průměrně velký. Na špici žebříčku savců jsou lidé, sviňuchy, sloni a velryby. Z ptáků se mohou savcům vyrovnat například papoušci, naopak holub má mozek jen velmi průměrný i přes jeho poměrně složité vzorce chování.
Srovnávání velikostí mozků má však několik úskalí. Předně závisí výsledek porovnávání do značné míry na hmotnosti zvířete. Jenže například ptáci mají velmi lehké tělo, takže se jejich mozek může v alometrických analýzách zdát velmi rozvinutý. Naopak vodní živočichové si s hmotností nemusí dělat takovou hlavu, protože je voda nadnáší. Navíc mozek není jednotlivý orgán a každá jeho část se v evoluci vyvíjela do značné míry samostatně: třeba zrakové centrum středního mozku ptáků je tak vyvinuté, že se s ním žádný jiný obratlovec nemůže srovnávat.
To, že má obratlovec velký mozek, ještě ale neznamená, že má vysokou inteligenci. Spíše než o absolutní velikost mozku jde o relativní velikost mozku k velikosti těla. Například ptáci rodu corvus s malým mozkem dokáží být inteligentní jako šimpanz. Určitý vztah tu tedy je a obratlovec s větším mozkem bude mít tendenci mít vyšší inteligenci než srovnatelně velký obratlovec, nicméně nedá se to zobecňovat. Stejně tak u lidí nebyl nalezen vztah mezi velikostí mozku a inteligencí. Velikost mozku člověka se postupně zvětšuje. Střevní mikroflóra také může ovlivnit růst mozku.

## Funkce

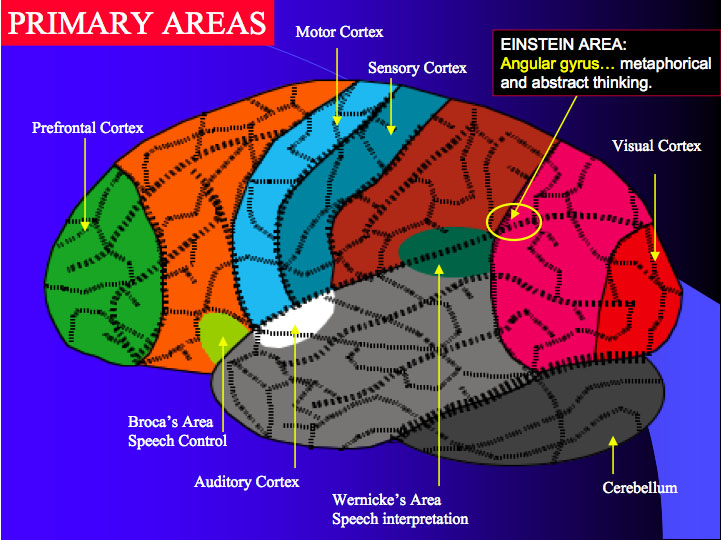
Většina prvků lidského komplexního chování se nachází v mozkové kůře. Ta byla vědci rozdělena na mnoho oddílů podle primární funkce, kterou vykonávají

Mozek je z funkčního hlediska velmi komplikovaný orgán. Základem dnešní moderní neurobiologie je představa, že se dá mozek rozdělit na poměrně velké množství struktur, z nichž každá má poněkud odlišnou funkci. Dohromady však různé části mozku jistým způsobem ovládají téměř veškeré dění v těle. Nachází se v něm například centra tak základních funkcí, jako je trávení, dýchání a srdeční tep (vše v prodloužené míše). V hypothalamu se zase nachází ústředí autonomní nervové a také hormonální soustavy. Významným producentem hormonů je zejména hypofýza, který reguluje i např. růst těla nebo vývoj pohlavních znaků. Mozek má dále stěžejní roli v ovládání pohybu. Mozeček např. reguluje razanci pohybu a umožňuje učení některých pohybových reflexů, ve středním mozku je centrum určitých očních pohybů, některé pohyby vyžadují i činnost bazálních ganglií, nicméně většina volních pohybů je řízena mozkovou kůrou. Smysly jsou vyhodnocovány na různých místech, záleží to zejména na studovaném druhu (např. savci mají většinu smyslových ústředí v mozkové kůře).
Téměř veškerá kognitivní činnost těla (tzn. činnost ovlivněná vůlí) totiž bývá soustředěna do mozkové kůry, šedé hmoty na povrchu koncového mozku. Mysl je jednou z posledních záhad moderní neurobiologie a vědci intenzívně pracují na objasnění toho, jak miliony nervových buněk spoluvytváří všechny prvky chování. I zde se však zdá, že jednotlivé funkce těla je možné vystopovat do určitých specifických částí mozkové kůry. Rozdíly se projevují již na úrovni hemisfér –⁠ levá a pravá hemisféra člověka (ale i potkana či kuřete) vykonávají poněkud odlišné funkce. Je přitom zajímavé, že smyslové a motorické (pohybové) informace z levé strany těla přichází do pravé hemisféry a naopak. Lidská mozková kůra je zřejmě nejsložitější ze všech obratlovců a obsahuje zraková, sluchová, somatosenzorická a další smyslová centra, stejně jako centra pohybu. V tzv. limbickém systému se nachází centra emocí a paměti, v jiných částech lidské mozkové kůry sídlí schopnost řeči.
Podobně jako jinde v nervové soustavě, základní funkční jednotkou mozku je neuron čili nervová buňka. Na dendritech či přímo na těle neuronu dochází k příjmu signálů z okolních nervových buněk, zpracovávají je a následně generují nervový impuls, který putuje tzv. axonem k dalším nervovým buňkám. Lidská nervová buňka v mozku má několik stovek až 200 000 nervových spojení s dalšími buňkami. Přenos signálů z buňky na buňku probíhá přes tzv. synaptická spojení. V mozku se vyskytují elektrické synapse, kde elektrický impuls protéká skrz mezerové spoje mezi neurony, a chemické synapse, na nichž spolu buňky komunikují pomocí neurotransmiterů, tedy malých chemických látek vylučovaných do prostoru mezi nervové buňky.